# Holly Humberstone

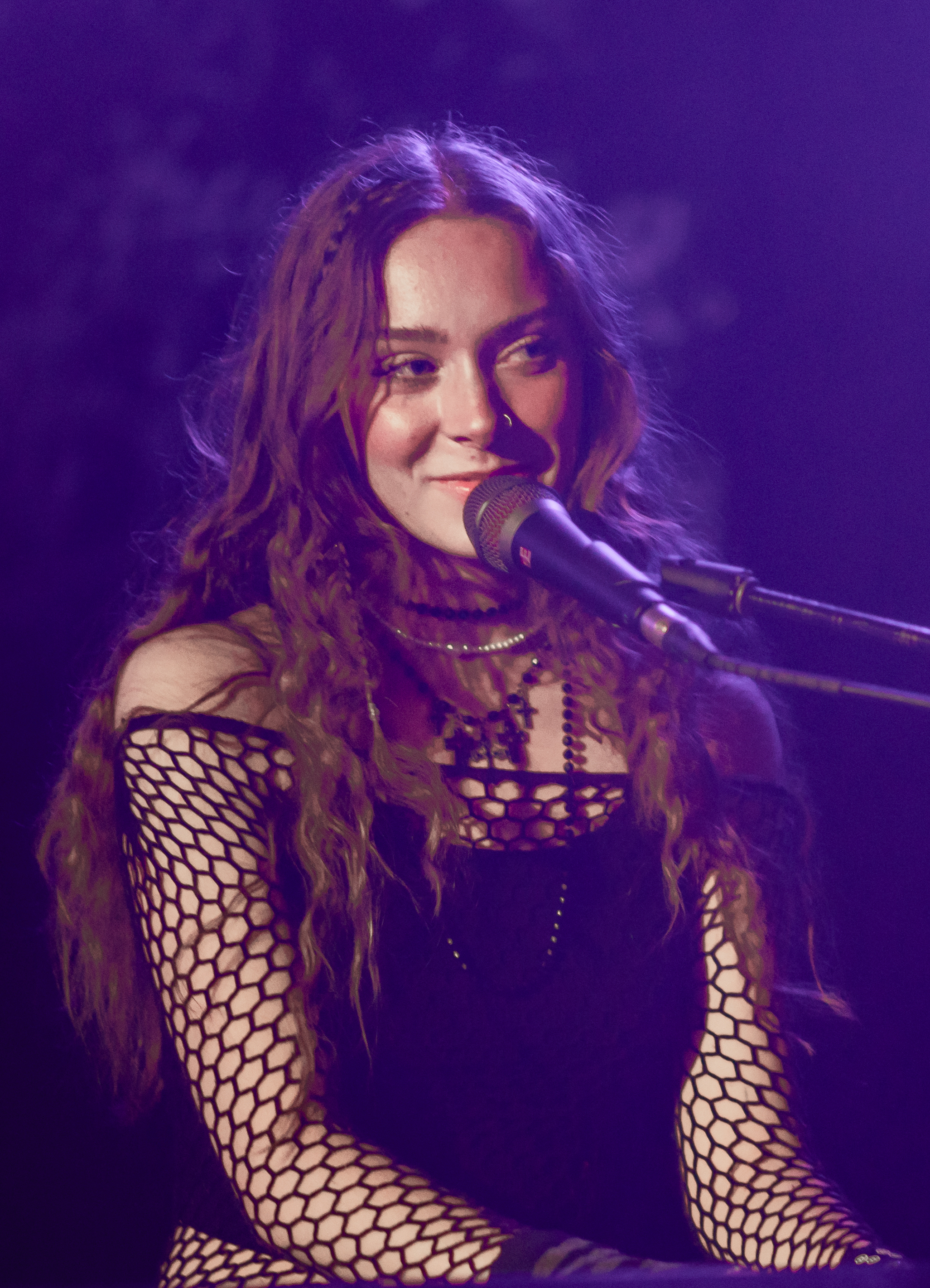
Holly Humberstone, 2021

Holly Ffion Humberstone (* 17. Dezember 1999 in Grantham, Lincolnshire) ist eine britische Popsängerin und Songwriterin.

## Leben
Humberstone wuchs mit drei Schwestern in der Mittelstadt Grantham, die in der Grafschaft Lincolnshire liegt, als Kind zweier Ärzte auf. In ihrer Jugend lernte sie Klavier zu spielen und sie begann Lieder zu schreiben. Sie bewarb sich mit dem zu Hause aufgenommenen Lied Hit & Run bei BBC Music Introducing, einer Plattform für noch unbekannte britische Musiker, wodurch sie schließlich als Sängerin in die Öffentlichkeit trat und unter anderem einen Auftritt beim Glastonbury Festival 2019 hatte. Im Jahr 2019 begann sie am Liverpool Institute for Performing Arts zu studieren, das Studium gab sie nach einem Jahr auf. Sie zog anschließend nach London, wo sie an ihrer EP arbeitete. Im Januar 2020 veröffentlichte sie mit Deep End ihre Debütsingle.
Im Februar 2020 trat sie als Voract bei Konzerten von Lewis Capaldi auf. Ihre Debüt-EP Falling Asleep at the Wheel wurde im August 2020 veröffentlicht. Die gleichnamige Single wurde im Dezember 2020 in der Best-Songs-of-2020-Liste der New York Times aufgenommen. Zudem wurde Humberstone im selben Monat für den Sound of 2021, einer Newcomer-Prognose des BBC, nominiert. Dort wurde sie auf den zweiten Platz gewählt. Im April 2021 veröffentlichte sie mit der Single Haunted House das erste Lied ihrer zweiten EP The Walls Are Way Too Thin. Im selben Jahr ging sie auf eine US-Tournee, während welcher sie auch bei der Late-Night-Show The Tonight Show auftrat. Ihre EP The Walls Are Way Too Thin kam im November 2021 heraus. Gemeinsam mit Sam Fender veröffentlichte sie eine Acoustic-Version dessen Lieds Seventeen Going Under. Im Dezember 2021 wurde bekannt, dass sie Gewinnerin des Rising Star Award der BRIT Awards 2022 sei. Mit Can You Afford to Lose Me? gab sie im Jahr 2022 eine Doppel-EP heraus, die mit dem gleichnamigen Lied Can You Afford to Lose Me? nur ein neues Lied enthielt.
Im Oktober 2023 gab Humberstone ihr Debütalbum Paint My Bedroom Black heraus.

## Stil
Ihre Debüt-EP wurde als dunkler Pop-Sound beschrieben und mit Werken von Sängerinnen wie Lorde und Phoebe Bridgers verglichen.

## Diskografie

### Alben
| Jahr | Titel                       | Höchstplatzierung, Gesamtwochen, AuszeichnungChartplatzierungen (Jahr, Titel, Platzierungen, Wochen, Auszeichnungen, Anmerkungen) | Höchstplatzierung, Gesamtwochen, AuszeichnungChartplatzierungen (Jahr, Titel, Platzierungen, Wochen, Auszeichnungen, Anmerkungen) | Anmerkungen |
| Jahr | Titel                       | CH | UK | Anmerkungen |
| ---- | --------------------------- | --- | --- | ----------- |
| 2020 | Falling Asleep at the Wheel | CH63 (1 Wo.)CH | — | EP          |
| 2021 | The Walls Are Way Too Thin  | — | UK64 (1 Wo.)UK | EP          |
| 2023 | Paint My Bedroom Black      | — | UK5 (1 Wo.)UK |             |

Weitere Alben
- 2022: Can You Afford to Lose Me?

### Singles
- 2020: Deep End
- 2020: Falling Asleep at the Wheel
- 2020: Overkill
- 2020: Fake Plastic Trees (Cover)
- 2020: Drop Dead
- 2021: Haunted House
- 2021: The Walls are Way Too Thin
- 2021: Please Don’t Leave Just Yet
- 2021: Scarlet
- 2022: London Is Lonely
- 2022: I Would Die 4 U
- 2022: Sleep Tight
- 2023: Antichrist
- 2023: Room Service
- 2023: Superbloodmoon (mit d4vd)
- 2023: Into Your Room
- 2023: Kissing in Swimming Pools
- 2023: Paint My Bedroom Black
- 2024: Cigarettes & Wine (mit Del Water Gap)
- 2024: Dive